# سيدة لمدة يوم (فلم)
سيدة لمدة يوم (بالإنجليزية: Lady for a Day) هو فيلم كوميدي تم إنتاجه في الولايات المتحدة وصدر في سنة 1933. الفيلم من إخراج فرانك كابرا.

## ترشيحات وجوائز
| السنة | الحدث  | الفئة     | النتيجة |
| ----- | ------ | --------- | ------- |
| 1933  | أوسكار | أفضل فيلم | ترشـيـح |

## الميزانية والإيرادات
بلغت تكلفة إنتاج الفيلم حوالي 300,000 دولار.

## وصلات خارجية
- سيدة لمدة يوم على موقع IMDb (الإنجليزية)
- سيدة لمدة يوم على موقع الموسوعة البريطانية (الإنجليزية)
- سيدة لمدة يوم على موقع روتن توميتوز (الإنجليزية)
- سيدة لمدة يوم على موقع نتفليكس (الإنجليزية)
- سيدة لمدة يوم على موقع ألو سيني (الفرنسية)
- سيدة لمدة يوم على موقع Turner Classic Movies (الإنجليزية)
- سيدة لمدة يوم على موقع أول موفي (الإنجليزية)
- سيدة لمدة يوم على موقع فيلمافينيتي (الإسبانية)
- سيدة لمدة يوم على موقع قاعدة بيانات الأفلام السويدية (السويدية)
- سيدة لمدة يوم على موقع قاعدة بيانات الفيلم (الإنجليزية)

1. 1 2 3 4 5 6 7 8 9 10 11 12 13 14  مذكور في: قاعدة بيانات الأفلام التشيكية السلوفاكية. لغة العمل أو لغة الاسم: التشيكية. تاريخ النشر: 2001.
2. ↑  "معلومات عن سيدة لمدة يوم (فيلم) على موقع filmaffinity.com". filmaffinity.com. مؤرشف من الأصل في 2019-10-16.
3. ↑  "معلومات عن سيدة لمدة يوم (فيلم) على موقع allcinema.net". allcinema.net. مؤرشف من الأصل في 2017-08-01.
4. ↑  "معلومات عن سيدة لمدة يوم (فيلم) على موقع zweitausendeins.de". zweitausendeins.de. مؤرشف من الأصل في 2019-12-08.